# Palenque (comune messicano)
Palenque è un comune messicano nello stato del Chiapas. Conta 132 265 abitanti secondo le stime del censimento del 2020.

## Storia
Nel 1567 frate Pedro Lorenzo de la Nada fonda il villaggio di Palenque riunendo alcune famiglie ch'ol che vivono secondo i propri antichi costumi nella vicina foresta. Nel 1952 l'archeologo Alberto Ruz Lhuillier scopre nella zona archeologica la tomba di Pakal, il re più importante dei Maya nel VII secolo. Dal 1983, in seguito alla divisione del Sistema de Planeación, è ubicata nella regione economica VI: SELVA.

## Zona archeologica di Palenque
Nel 1981 fu designata "zona protetta". L'UNESCO la dichiarò Patrimonio dell'umanità nel 1987.

## Toponimia
È risaputo che gli abitanti nativi del posto lo chiamavano Otulún parola di origine chol che significa "terra fortificata".